# Páros műkorcsolya az 1976. évi téli olimpiai játékokon
Az 1976. évi téli olimpiai játékokon a műkorcsolya páros versenyszámát február 5. és 7. között rendezték Innsbruckban. Az aranyérmet a szovjet Irina Rodnyina–Alekszandr Zajcev-kettős nyerte. A versenyszámban nem vett részt magyar páros.

## Eredmények
Kilenc bíró pontozta a versenyzőket. A pontok alapján a bírók mindegyikénél külön-külön kialakult egy sorrend, az egyes szakaszokban (kötelező elemek, kűr) és az összesítésnél is, ez egy helyezési pontszámot is jelentett. Az egyes szakaszok, valamint az összesítés eredménye a következő kritériumok alapján alakult ki:
1. „Többségi helyezések száma”. Az a versenyző végzett előrébb, akit a bírók többsége előrébb rangsorolt. A bírók többsége azt jelentette, hogy a legjobb 5 helyezést adó bíró helyezési pontszámait vették figyelembe, de ha az 5. bíró helyezésével még volt azonos helyezés, akkor az(oka)t is figyelembe vették. Ezt az adatot tartalmazza az oszlop. (Pl. a „6×3+” azt jelenti, hogy a versenyző 6 bírónál az első 3 hely valamelyikén végzett.)
2. „Többségi helyezések összege” (a figyelembe vett bírók helyezési pontszámainak összege)
3. „Helyezések összege” (az összes bíró helyezési pontszámainak összege)
4. „Pont” (az összes bíró által adott összpontszám)

### Rövid program
A rövid programot február 5-én rendezték. A pontszám a bírók által adott pontok 0,333-szerese.
| Hely. | Versenyzők                                                     | Többségi helyezések száma | Többségi helyezések összege | Helyezések összege | Pont  |
| ----- | -------------------------------------------------------------- | ------------------------- | --------------------------- | ------------------ | ----- |
| 1.    | Szovjetunió (URS)-1 · Irina Rodnyina · Alekszandr Zajcev       | 9×1+                      | 9,0                         | 9,0                | 35,14 |
| 2.    | NDK (GDR)-1 · Romy Kermer · Rolf Österreich                    | 7×2+                      | 14,0                        | 20,0               | 34,35 |
| 3.    | Szovjetunió (URS)-2 · Irina Vorobjova · Alekszandr Vlaszov     | 5×3+                      | 13,0                        | 27,5               | 34,12 |
| 4.    | NDK (GDR)-2 · Manuela Groß · Uwe Kagelmann                     | 5×4+                      | 17,5                        | 37,0               | 33,57 |
| 5.    | Egyesült Államok (USA)-1 · Tai Babilonia · Randy Gardner       | 9×5+                      | 41,5                        | 41,5               | 33,34 |
| 6.    | Svájc (SUI) · Karin Künzle · Christian Künzle                  | 6×7+                      | 38,0                        | 69,5               | 31,87 |
| 7.    | NDK (GDR)-3 · Kerstin Stolfig · Veit Kempe                     | 5×7+                      | 33,5                        | 70,5               | 31,87 |
| 8.    | NSZK (FRG) · Corinna Halke · Eberhard Rausch                   | 5×8+                      | 37,0                        | 75,5               | 31,67 |
| 9.    | Szovjetunió (URS)-3 · Marina Leonyidova · Vlagyimir Bogoljubov | 8×9+                      | 63,0                        | 73,5               | 31,66 |
| 10.   | Nagy-Britannia (GBR) · Erika Taylforth · Colin Taylforth       | 6×11+                     | 61,5                        | 98,0               | 30,60 |
| 11.   | Egyesült Államok (USA)-2 · Alice Cook · William Fauver         | 5×11+                     | 43,5                        | 94,5               | 30,46 |
| 12.   | Ausztria (AUT) · Ursula Nemec · Michael Nemec                  | 7×12+                     | 74,5                        | 100,0              | 30,70 |
| 13.   | Kanada (CAN) · Candy Jones · Donald Fraser                     | 6×12+                     | 63,5                        | 102,5              | 30,24 |
| 14.   | Csehszlovákia (TCH) · Ingrid Spiegelová · Alan Spiegel         | 9×14+                     | 126,0                       | 126,0              | 27,69 |

### Kűr
A kűrt február 7-én rendezték.
| Hely. | Versenyzők                                                     | Többségi helyezések száma | Többségi helyezések összege | Helyezések összege | Pont   |
| ----- | -------------------------------------------------------------- | ------------------------- | --------------------------- | ------------------ | ------ |
| 1.    | Szovjetunió (URS)-1 · Irina Rodnyina · Alekszandr Zajcev       | 9×1+                      | 9,0                         | 9,0                | 105,40 |
| 2.    | NDK (GDR)-1 · Romy Kermer · Rolf Österreich                    | 5×2+                      | 10,0                        | 22,0               | 102,00 |
| 3.    | NDK (GDR)-2 · Manuela Groß · Uwe Kagelmann                     | 7×4+                      | 22,5                        | 32,5               | 101,00 |
| 4.    | Egyesült Államok (USA)-1 · Tai Babilonia · Randy Gardner       | 6×4+                      | 19,5                        | 34,0               | 100,90 |
| 5.    | Szovjetunió (URS)-2 · Irina Vorobjova · Alekszandr Vlaszov     | 8×5+                      | 32,5                        | 39,0               | 100,40 |
| 6.    | NDK (GDR)-3 · Kerstin Stolfig · Veit Kempe                     | 5×6+                      | 29,0                        | 57,0               | 97,70  |
| 7.    | Svájc (SUI) · Karin Künzle · Christian Künzle                  | 7×7+                      | 45,5                        | 62,0               | 97,10  |
| 8.    | NSZK (FRG) · Corinna Halke · Eberhard Rausch                   | 9×9+                      | 74,0                        | 74,0               | 95,70  |
| 9.    | Szovjetunió (URS)-3 · Marina Leonyidova · Vlagyimir Bogoljubov | 8×9+                      | 66,5                        | 76,0               | 95,40  |
| 10.   | Ausztria (AUT) · Ursula Nemec · Michael Nemec                  | 5×10+                     | 50,0                        | 100,5              | 90,60  |
| 11.   | Csehszlovákia (TCH) · Ingrid Spiegelová · Alan Spiegel         | 6×11+                     | 64,0                        | 101,0              | 90,70  |
| 12.   | Nagy-Britannia (GBR) · Erika Taylforth · Colin Taylforth       | 6×12+                     | 68,0                        | 108,5              | 89,80  |
| 13.   | Egyesült Államok (USA)-2 · Alice Cook · William Fauver         | 9×13+                     | 109,5                       | 109,5              | 88,90  |
| 14.   | Kanada (CAN) · Candy Jones · Donald Fraser                     | 9×14+                     | 120,0                       | 120,0              | 86,30  |

### Végeredmény
| Helyezés | Versenyzők                                                     | Helyezési pontszámok bírónként | Helyezési pontszámok bírónként | Helyezési pontszámok bírónként | Helyezési pontszámok bírónként | Helyezési pontszámok bírónként | Helyezési pontszámok bírónként | Helyezési pontszámok bírónként | Helyezési pontszámok bírónként | Helyezési pontszámok bírónként | Több. hely. száma | Több. hely. össz. | Hely. össz. | Pont   |
| Helyezés | Versenyzők                                                     | 1                              | 2                              | 3                              | 4                              | 5                              | 6                              | 7                              | 8                              | 9                              | Több. hely. száma | Több. hely. össz. | Hely. össz. | Pont   |
| -------- | -------------------------------------------------------------- | ------------------------------ | ------------------------------ | ------------------------------ | ------------------------------ | ------------------------------ | ------------------------------ | ------------------------------ | ------------------------------ | ------------------------------ | ----------------- | ----------------- | ----------- | ------ |
| Arany    | Szovjetunió (URS)-1 · Irina Rodnyina · Alekszandr Zajcev       | 1,0                            | 1,0                            | 1,0                            | 1,0                            | 1,0                            | 1,0                            | 1,0                            | 1,0                            | 1,0                            | 9×1+              | 9,0               | 9,0         | 140,54 |
| Ezüst    | NDK (GDR)-1 · Romy Kermer · Rolf Österreich                    | 2,0                            | 2,0                            | 2,0                            | 3,0                            | 2,0                            | 3,0                            | 2,0                            | 3,0                            | 2,0                            | 6×2+              | 12,0              | 21,0        | 136,35 |
| Bronz    | NDK (GDR)-2 · Manuela Groß · Uwe Kagelmann                     | 5,0                            | 4,0                            | 3,0                            | 5,0                            | 3,0                            | 4,0                            | 3,0                            | 4,0                            | 3,0                            | 7×4+              | 24,0              | 34,0        | 134,57 |
| 4.       | Szovjetunió (URS)-2 · Irina Vorobjova · Alekszandr Vlaszov     | 3,0                            | 3,0                            | 4,0                            | 2,0                            | 4,0                            | 5,0                            | 4,0                            | 5,0                            | 5,0                            | 6×4+              | 20,0              | 35,0        | 134,52 |
| 5.       | Egyesült Államok (USA)-1 · Tai Babilonia · Randy Gardner       | 4,0                            | 5,0                            | 5,0                            | 4,0                            | 5,0                            | 2,0                            | 5,0                            | 2,0                            | 4,0                            | 5×4+              | 16,0              | 36,0        | 134,24 |
| 6.       | NDK (GDR)-3 · Kerstin Stolfig · Veit Kempe                     | 8,0                            | 6,0                            | 6,0                            | 7,0                            | 7,0                            | 7,0                            | 6,0                            | 6,0                            | 6,0                            | 5×6+              | 30,0              | 59,0        | 129,57 |
| 7.       | Svájc (SUI) · Karin Künzle · Christian Künzle                  | 6,0                            | 7,0                            | 7,0                            | 9,0                            | 6,0                            | 6,0                            | 9,0                            | 7,0                            | 7,0                            | 7×7+              | 46,0              | 64,0        | 128,97 |
| 8.       | NSZK (FRG) · Corinna Halke · Eberhard Rausch                   | 9,0                            | 9,0                            | 8,0                            | 6,0                            | 8,0                            | 9,0                            | 7,0                            | 8,0                            | 8,0                            | 6×8+              | 45,0              | 72,0        | 127,37 |
| 9.       | Szovjetunió (URS)-3 · Marina Leonyidova · Vlagyimir Bogoljubov | 7,0                            | 8,0                            | 9,0                            | 8,0                            | 9,0                            | 8,0                            | 8,0                            | 10,0                           | 9,0                            | 5×8+              | 39,0              | 76,0        | 127,06 |
| 10.      | Ausztria (AUT) · Ursula Nemec · Michael Nemec                  | 10,0                           | 10,0                           | 10,0                           | 10,0                           | 10,0                           | 14,0                           | 10,0                           | 12,0                           | 10,0                           | 7×10+             | 70,0              | 96,0        | 121,30 |
| 11.      | Nagy-Britannia (GBR) · Erika Taylforth · Colin Taylforth       | 14,0                           | 12,0                           | 12,0                           | 14,0                           | 11,0                           | 10,0                           | 12,0                           | 11,0                           | 12,0                           | 7×12+             | 80,0              | 108,0       | 120,40 |
| 12.      | Egyesült Államok (USA)-2 · Alice Cook · William Fauver         | 13,0                           | 13,0                           | 13,0                           | 12,0                           | 12,0                           | 12,0                           | 11,0                           | 9,0                            | 11,0                           | 6×12+             | 67,0              | 106,0       | 119,36 |
| 13.      | Csehszlovákia (TCH) · Ingrid Spiegelová · Alan Spiegel         | 11,0                           | 11,0                           | 11,0                           | 13,0                           | 13,0                           | 13,0                           | 14,0                           | 13,0                           | 13,0                           | 8×13+             | 98,0              | 112,0       | 118,39 |
| 14.      | Kanada (CAN) · Candy Jones · Donald Fraser                     | 12,0                           | 14,0                           | 14,0                           | 11,0                           | 14,0                           | 11,0                           | 13,0                           | 14,0                           | 14,0                           | 9×14+             | 117,0             | 117,0       | 116,54 |